# Chris Hairston
Chris Hairston (Winston-Salem, 26 aprile 1989) è un ex giocatore di football americano statunitense che ha militato nel ruolo di offensive tackle nella National Football League (NFL). Fu scelto nel corso del quarto giro 122º assoluto) del Draft NFL 2011 dai Buffalo Bills. Al college ha giocato a football coi Clemson Tigers.

## Carriera professionistica

### Buffalo Bills
Hairston fu scelto nel corso del quarto giro del Draft 2011 dai Buffalo Bills. Nella sua stagione da rookie disputò 13 partite, 7 delle quali come titolare. Nella successiva scese in campo 12 volte, di cui 8 come titolare.
Il 26 agosto 2013, fu inserito in lista infortunati per un problema alla gamba che lo costrinse a rimanere fermo tutta la stagione.

### San Diego Chargers
Il 5 aprile 2015, Hairston firmò coi San Diego Chargers.